# Freqüència genotípica
En genètica de poblacions, la freqüència genotípica és la freqüència o proporció (0 < f < 1) d'un determinat genotip en una població biològica. Es pot comparar amb la freqüència al·lèlica. Les freqüències genotípiques poden representar-se amb un diagrama de De Finetti. L'equilibri de Hardy-Weinberg preveu freqüències genotípiques des de freqüències al·lèliques sota unes condicions determinades.
- f (AA) = p²
- f (Aa) = 2·p·q
- f (aa) = q²